# Malte Jäger
Pour les articles homonymes, voir Jäger.
Malte Jäger, né à Hanovre le 4 juillet 1911 et mort à Ladelund (Frise du Nord) le 10 janvier 1991 , est un acteur, metteur en scène et comédien de doublage allemand.

## Filmographie partielle
- 1940 : Le Juif Süss
- 1940 : Ein Robinson